# Magyarkanizsa
Magyarkanizsa (korábban Kanizsa, szerbül Кањижа / Kanjiža) kisváros és község Bácska szerbiai oldalán, Vajdaság északkeleti részén, az Észak-bánsági körzetben. Különös körzetbesorolását a Milosevity-érában kapta, vélhetően teljes beolvasztási kísérlet miatt, a lakosság azonban földrajzilag is, szellemileg is bácskai.

## Fekvése
A szerb–magyar határtól 15 km-re délre, a Tisza jobb partján terül el Bácskában.

## A község
A mai Magyarkanizsa község 1960. január 1-jén, három korábbi község (opština), Magyarkanizsa, Horgos és Martonos egyesítésével jött létre. Ma 13 településből áll (zárójelben a település szerb neve áll):
- Adorján (Адорјан / Adorjan)
- Horgos (Хоргош / Horgoš)
- Ilonafalu (Зимоњић / Zimonjić)
- Kishomok (Мали Песак / Mali Pesak)
- Kispiac (Мале Пијаце / Male Pijace)
- Magyarkanizsa (Кањижа / Kanjiža)
- Martonos (Мартонош / Martonoš)
- Orom (Ором / Orom)
- Oromhegyes (Трешњевац / Trešnjevac)
- Tóthfalu (Тотово Село / Totovo Selo)
- Újfalu (Ново Село / Novo Selo)
- Velebit (Велебит / Velebit)
- Völgyes (Долине / Doline)

## Nevének eredete
Írásos emlékek először 1093-ban említik a nevét, Cnesa (ejtsd: knesa) formában. Egyéb forrásokban még a következő formákban fordult elő a mai település elődjének neve: Kenesna, Neu Canisa, villa Canysa, Földvár, Ókanizsa, Magyarkanizsa, Stara Kanjiža. A Kanizsa név valószínűleg szláv eredetű és a knez, knezsev szavakból vezethető le. Arra vonatkozóan azonban nincs adat, hogy elsődlegesen mire vonatkozhatott a több lehetséges jelentése közül: vízfolyást, például patakot, birtokot, esetleg a knez, kenéz, vagyis az ispán székhelyét-e, esetleg a Cnesa latin földvár nevet takarja-e.
Magyarul az elmúlt időszakban a következő formában fordult elő a település neve:
- Kanizsa – a második világháborút követően évtizedekig hívták így. Az ott élő magyarok manapság is leginkább ehhez a névhez ragaszkodnak.
- Kanyizsa – a háborút követően az ötvenes évek végéig, majd az 1990-es években, Slobodan Milošević hatalma alatt a településneveket illetően a jogszabályok ismét a szerb elnevezés fonetikus átírását követelték meg. Annak ellenére azonban, hogy a fentiek értelmében kétszer is ez volt a település hivatalos magyar neve, az ott élő magyar lakosok döntő része ezt nem volt hajlandó elfogadni.
- Kanjiza – Magyarországon nemrégiben ez volt a település hivatalos neve. A magyarországi törvények szerint ugyanis a külföldi településeket az adott ország hivatalos nyelvén kell hívni, ha az latin betűkkel írható, azzal, hogy a nem magyar ékezetek (ebben az esetben a ž betűről a szerb ékezet) a magyar helyesírás szerint elhagyható. Az ott élő emberek ezt a formát is teljes mértékben elutasítják.
- Kanjiza (Magyarkanizsa) – ma Magyarországon ez a település hivatalos neve. Egy másik törvény lehetővé teszi a település történelmi magyar nevének használatát, mégpedig zárójelben az ékezet nélküli külföldi elnevezés után. Zárójelben tehát nem azért áll Magyarkanizsa, mert az a Szerbiában hivatalosan elfogadott magyar megnevezése, hanem azért, mert akkor, amikor a település utoljára Magyarországhoz tartozott, Magyarkanizsa volt a neve. Tehát akkor is ez lenne, ha az illetékes szerbiai hatóságok úgy döntöttek volna, hogy a település magyar elnevezése Ókanizsa legyen.
- Magyarkanizsa – a szerbiai Magyar Nemzeti Tanács által javasolt, és az illetékes szerbiai szervek által elfogadott törvény szerint jelenleg ez a település hivatalos, államilag elismert magyar elnevezése. Az elnevezéstől az ott élő emberek egyelőre szintén tartózkodnak.

- Levéltárban fellelhető névváltozatai:
  - Ó-Kanizsa
  - Stara Kanjiža
  - Alt-oder Ungar. Kanischa
  - Alt-Kanizsa
  - Magyar Kanizsa
  - Vetus Kanizsa
  - Kanizsa

## Története
Kedvező fekvésének köszönhetően, a vidéket már az őskorban is lakták. A mai városmag helyén korábban földvár állt. A népvándorlás korában, a Marostól délre, Kanizsánál volt az első rév a Tiszán. A régészeti leletek arról tanúskodnak, hogy a Tiszaparton, a mai Halász tér környékén már a bronzkorban létezett település. Az emberi lakhely kialakulását a Tisza közelsége és az átkelőhely, illetve az utak kereszteződése tette indokolttá.
A rómaiak idejében, a népvándorlás korában egy őrhely állt ezen a magaslaton, azaz erődítmény (földvár), amely a Kanizsa-patak torkolatát őrizte. Anonymus, III. Béla névtelen jegyzője, azt írta krónikájában, hogy 896-ban Zuárd, Kadocsa és Bajta vezérek Kanizsánál keltek át a Tiszán, a folyón túli területek meghódítására. A középkori okiratos források szerint Kanizsa királyi birtok volt, 1093-ban pedig a Pannonhalmi Benedek-rendi Apátsághoz került a Miroth nevű halastóval egyetemben. Ekkor a mai Budzsák városrész helyén egy másik település is létezett Szatmár néven, amely a Száva-Szentdemeteri Apátság (a mai Szávaszentdemeter, Sremska Mitrovica) birtoka volt. A tatárjárás előtt az 1240. évi összeírás a településnek 27 háznépe, vagyis kb. 135 lakosa volt. Foglalkozásukra nézve lovas jobbágyok, halászok, szekeresek. A tatárjárás, majd a törökdúlás idején a település teljesen elpusztult, helyette a korabeli források is csak Feuldvárat, azaz Földvárat említik. A zentai csata idején Luigi Ferdinando Marsigli olasz térképész tábornok is bejárta a környéket, és elkészítette Földvár térképét, amelynek másolata a Halász-téri emléktáblán is látható.
1686-ban a keresztény hadak (köztük magyarok és szerbek) egyesült erővel kiűzték a törököket Szeged és Zenta térségéből. A török uralom felszámolásával Kanizsa is a katonai határőrvidék része lett. Ennek feloszlatása után 1751-ben pedig a Tiszai Korona (Kamara)-kerülethez csatolták. Ebben az időben hagyta el nagyszámú szerb lakosság, és települt át Bánátba, és Oroszországba. Helyükbe a Kamara 1753-tól magyar lakosságot telepít át az északi megyékből. Jogállását az 1773. évi rendeletek a szerbek jogaival teszik egyenlővé. A település ezután Bács-Bodrog vármegye szerves részévé válik. Mezővárosi és révjogot is nyert.
Az elkövetkező másfél évszázad meghatározó volt a város fejlődésében. Hatékonnyá vált a mezőgazdaság, benépesültek a kanizsai közigazgatás alá tartozó puszták: Adorján, a mai Oromhegyes, Völgyes, Orom és Tóthfalu környéke, először szórványtanyák, majd tanyacsoportok formájában. Ekkor már vásártartás és a heti piac is megillette Mária Terézia kiváltságlevele alapján. Erőteljes fejlődésnek indult az ipar, szakmák és céhek honosodtak meg. Ezt a fejlődést a magyar forradalom és szabadságharc évei akadályozták meg. A város 1849 folyamán kétszer is leégett, elpusztult, csak 110 ház maradt. A 20. század második felében aztán minden újjáépült. Kialakultak a kerületek a Körös utca tájéka, a Központ, a Tópart, a Tiszapart, az Újváros végül a Falu, a mai I. kerület a Körösön túl.
A város 19. századi történetében a nagygazdák, gazdag vállalkozók, kereskedők, iparosok játszották a vezető szerepet. Megalakult a Gazdakör, az Úrikaszinó, az Ipartestület. Beindultak az olvasókörök, szakszervezeti körök. Megépült a Vigadó, kialakult az Erzsébet liget, más néven Népkert. Gőzmalmok létesültek az „Első gőz- tégla- és cserépgyár” (Grünfeld Herman alapította 1903-ban) a fűrésztelep, és ily módon álláshoz jutott a mezőgazdasági munkaerő-felesleg. Már ekkor hírnevet szerzett a kanizsai építőipar. A kőművesek, az ácsok, a kubikosok Közép-Európában dolgoztak. A 20. század első évtizedeiben még nagyobb fejlődést hoztak. 1908-ban rendezett tanácsú várossá lesz. 1912-ben megépült az új városháza, a gyógyfürdő. Az új Szent Pál-templom a 20. században épült 1912-ben, a nagytemplom is ekkor bővült 1911-1912-ben . Az 1700-as években emelt ortodox templom is akkor kapta mai formáját.
Az első világháború utáni trianoni békeszerződéssel került a Szerb-Horvát-Szlovén Királysághoz. A néhai városi közlegelő területére – az etnikai arányok megváltoztatásának tilalma ellenére – a szerb kormány délszláv lakosságot telepített, így alakult ki Velebit és a későbbi Vojvoda Zimonjić, de más településkezdemények is kialakulóban voltak. Nagy, dinamikus változásokat hozott a II. világháború, de a város gazdasági, népességi szerkezete lényegében változatlan maradt egészen az 1960-as évekig.

## Jelene
Az 1960-as évektől indult meg a határozott fejlődés mind a mezőgazdaságban, mind az iparban. Elkezdődött az olajmezők kiaknázása, az úthálózat korszerűsítése, ugyanakkor megszűnt a vasúti forgalom Szabadka és Zenta irányában. A Tisza 1970. évi nagy áradása után új gátrendszer létesült, majd 1973-ban megépült az új tiszai híd. A város új településrésszel is gazdagodott a Körös torkolati részének feltöltésével. A mai Kanizsát több hagyományos rendezvény jellemzi (futó- és úszómaraton, augusztus 20-ai újkenyérünnep, nyári és téli néprajzi és népzenei táborok, krizantémnapok, nemzetközi dzsesszfesztivál stb.). Ezek legrangosabbja, az Írótábor ihlette Kanizsa már-már elkopott díszítő jelzőjét: „A csönd városa”.
Nemcsak a táj szépségét határozzák meg a természeti adottságok: a Tisza, a csatornák, a víztározók, az erdőségek, a szántók, a rét, a legelők, az északon húzódó homokvidék környezete és élővilága, hanem a fő gazdasági ágakhoz is ez szolgált alapul: a jó minőségű fekete termőföld, az agyag, a kőolaj és a hévíz.
A kanizsai cserép és a horgosi paprika: ez a két közkeletű fogalom szemléletesen vall a település iparáról, amely ezen kívül gyárt: díszkerámiát, fal- és padlóburkoló csempét, szigetelőanyagot, fagyasztott élelmiszert, gyümölcsösládát, női lábbelit, konfekciót, söprűt, fémárut. Építőipara nagy hagyományra tekint vissza. A kereskedelemben az állami szektor mellé a magánszektor egyre nagyobb tőke birtokában zárkózik föl. A mezőgazdasági termelésre épülő feldolgozóiparban a baromfitenyésztés és tojástermelés, a halgazdaság, illetve a húsfeldolgozás is említést érdemel.
Gyógyhatású hévizét hasznosítja az 1913-ban megnyílt, Reiss Zoltán által tervezett gyógyfürdő, amelynek keretében színvonalas szállodai és vendéglátóipari szolgáltatásokat is nyújtanak. A közművelődés nagy múltú: az első iskola 1700-ban létesült. Már 1840 óta színtársulat, 1863 óta könyvtár működik. Ma a község korszerű oktatási és egészségügyi hálózattal rendelkezik. Kanizsa mindig megkülönböztetett figyelmet szentelt az oktatásnak és a művelődésnek. Itt alakult meg 1867-ben a mai Vajdaságban az egyik első óvoda. Az 1880-as években már tanonciskola működött. 1965-ben mezőgazdasági iskola létesült. Itt működik a Cnesa Oktatási-művelődési Intézmény, a művelődési egyesületek, a zeneiskola. Itteni székhellyel működik a Magyarkanizsai Udvari Kamaraszínház, és a Nagy József Regionális Kreatív Műhely. Eredményes sportegyesületekkel is büszkélkedhet (birkózás, evezés stb.).

## Középületek
Magyarkanizsán számos mutatós középület van. Érdemes megnézni a városházát, az Úri kaszinó épületét, a 250 éves Római Katolikus Nagytemplomot, a Cnesa épületét vagy a 119 éves Jovan Jovanović Általános Iskola épületét, amely valaha magas színvonalú leánynevelő Intézet volt.

## Népesség

### Demográfiai változások[2]
| Lakosok száma | 11 139 | 10 842 | 10 722 | 11 240 | 11 759 | 11 541 | 10 200 | 9871 |
|               | 1948   | 1953   | 1961   | 1971   | 1981   | 1991   | 2002   | 2011 |

## Nevezetes emberek

### Itt születtek
- 1787. február 13-án Beszédes József (1787–1852) vízépítő mérnök, az MTA levelező tagja
- 1851. ápril 19-én Đorđe Krstić[4] (1851-1907) hires költő
- 1881. július 11-én Fenyő Aladár színész
- 1889. március 18-án Fenyő Emil színész, filmrendező
- 1898. június 27-én Harsányi Tibor zeneszerző, a Párizsi iskola (École de Paris) tagja
- 1934. Dan Reisinger (1934-2019) izraeli grafikus, képzőművész, tervező
- 1940. július 5-én Tolnai Ottó Kossuth-díjas író, költő
- 1949. május 6-án Korica Miklós színész
- 1956. október 19-én Dragan Bošnjak,[5] focista
- 1958. május 21-én Bicskei Zoltán filmrendező, grafikus.
- 1990-ben Lőrinc Tímea színésznő.
- 1985-ben Hugyec Anikó írónő.

### Elszármazott személyiségek
- Árok Ferenc sportújságíró, az ausztrál labdarúgó-válogatott volt edzője
- Miloš Dimitrijević (1824–1896), a Matica Srpska egykori elnöke
- Dobó Tihamér neves festő volt
- Kanizsai (Csuka) Ferenc író
- Koncz István költő
- Koncz István színművész, rendező
- Csikós Tibor festő- és grafikusművész, rajztanár.
- Nagy József (Joseph Nadj) mozgásművész, rendező, művészeti vezető. Orléansban a Jel Színházat vezette (Budapesten és Magyarkanizsán él)
- Szeles Mónika teniszcsillag anyai ágon származik innen
- Lékó Péter sakkvilágbajnok-jelölt, apja tóthfalusi születésű
- Tobijaš Ninčić írói nevén Ozoray Árpád
- Baráth Ferenc grafikus
- ifj. Baráth Fábián – szobrászművész

## Testvérvárosai
- Budaörs, Magyarország
- Felsőzsolca, Magyarország
- Ferencváros (Budapest IX. kerülete), Magyarország
- Királyhelmec, Szlovákia
- Kiskunhalas, Magyarország
- Nagykanizsa, Magyarország
- Röszke, Magyarország
- Sepsiszentgyörgy, Románia
- Svilajnac, Szerbia[forrás?]
- Szabadka, Szerbia
- Tata, Magyarország
- Vodice, Szlovénia
- Dunaharaszti, Magyarország
- Kehidakustány, Magyarország

## Képtár

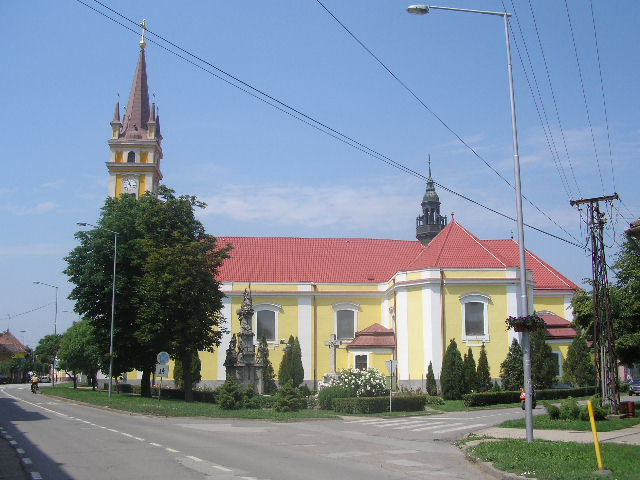
A római katolikus Szent Arkangyalok Nagytemplom
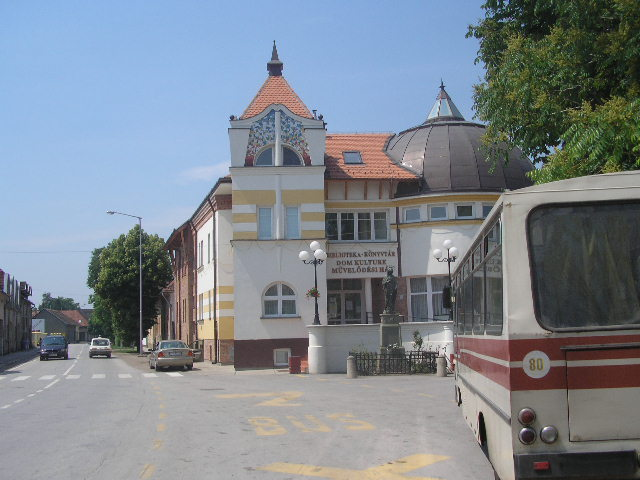
Művelődési otthon
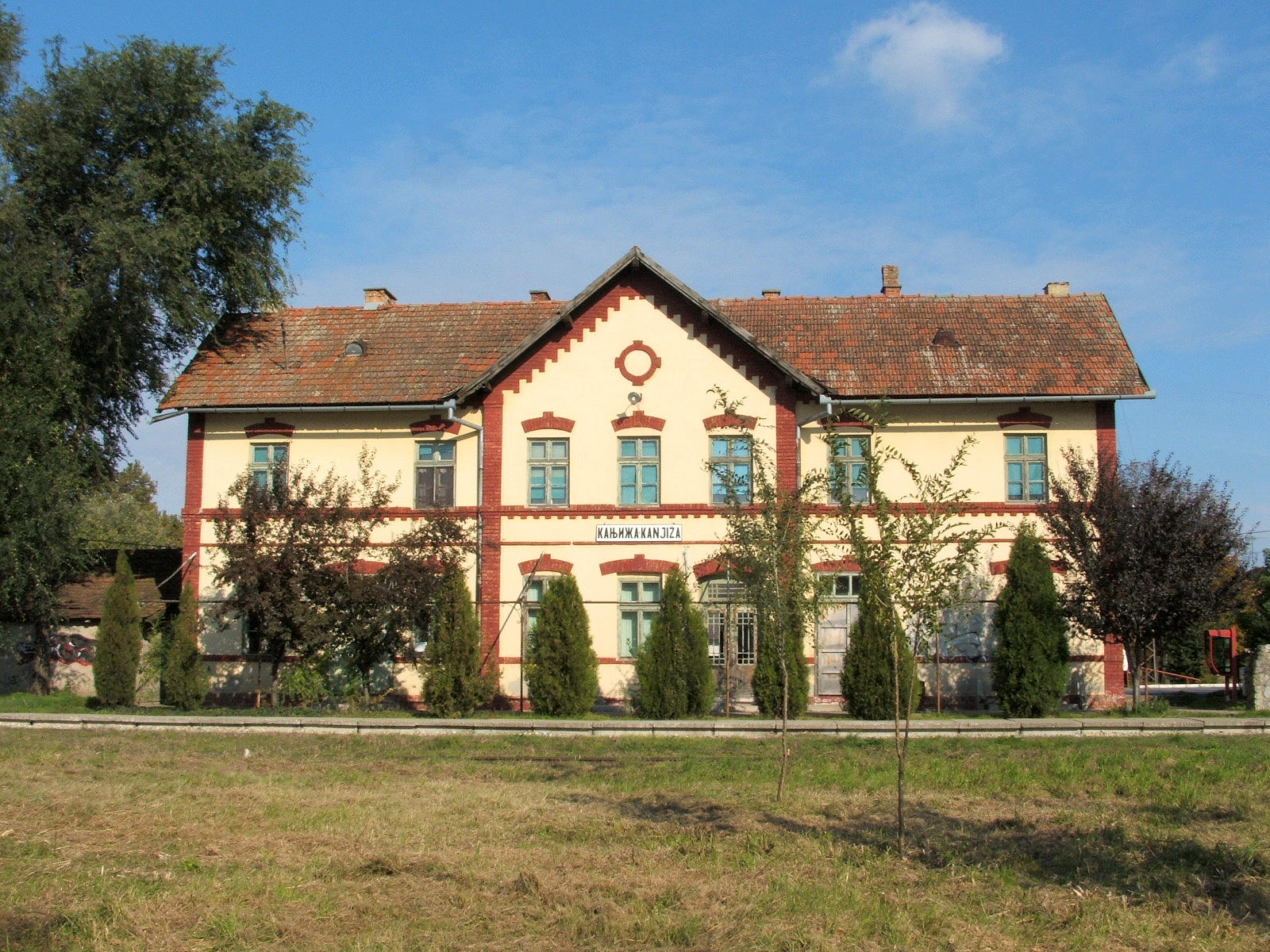
A kanizsai vasútállomás
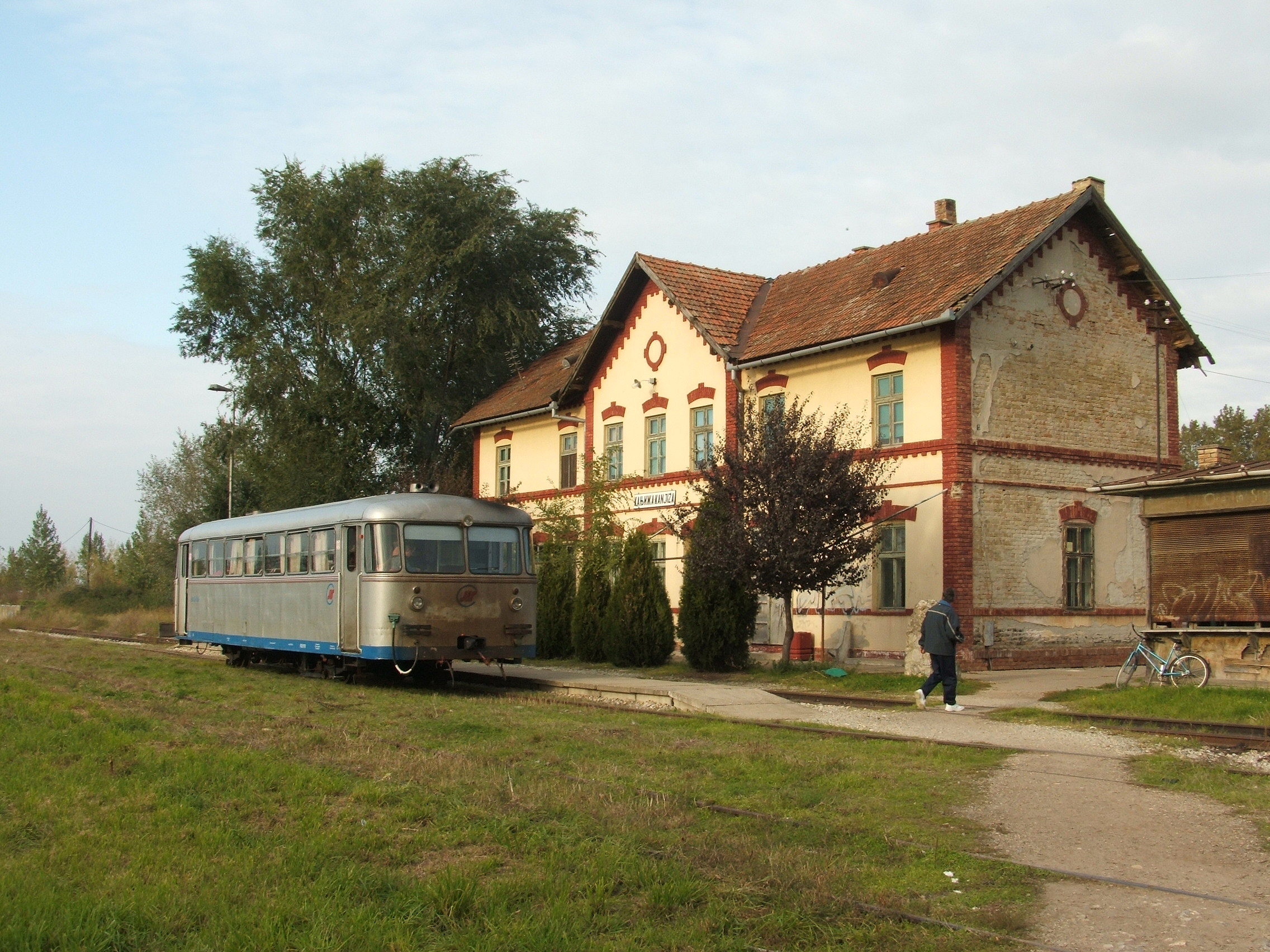
Sínbusz a magyarkanizsai vasútállomáson
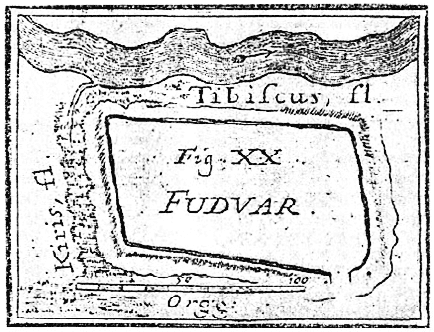
A földvár alaprajza Marsigli térképén

## Külső hivatkozások
- Magyarkanizsa hivatalos honlapja
- Magyarkanizsa.lap.hu – Linkgyűjtemény
- Magyarkanizsa története Archiválva 2020. február 18-i dátummal a Wayback Machine-ben
- Kanizsa központi fóruma